# Замок Каррігафука
Замок Каррігафука (англ. Carrigaphooca Castle, ірл. Caisleán Carraiga' Phúca) — замок Каррайг а Фука, замок на Скелі Фей (Привидів, Духів) — один із замків Ірландії, розташований у графстві Корк, на відстані 6 км на захід від селища Макроу, біля річки Суллейн. Фука або Пука або Пак — це персонаж ірландських міфів та легенд. Це потойбічна істота, що часто влаштовує злі жарти щодо людей. Часто являється людям у вигляді велетенського чорного собаки через якого вільно проходять руки якщо спробувати до нього торкнутися.

## Історія
Замок Каррігафука являє собою п'ятиповерхову прямокутну вежу, що стоїть на крутій скелі. Замок побудований як оборонна вежа в 1436 році. Замок побудував Донал Мак Карті зі замку Дрішейн. Септа клану Мак Карті, що закріпилась у замку Каррігафука довгий час вела внутрішню кланову війну. У 1602 році замок захопили англійські війська. У тому ж 1602 році на замок Каррігафука напав і взяв його штурмом Донал Кам О'Салліван Бера. Після тривалої облоги люди клану О'Салліван виламали двері та захопили замок. Внаслідок штурму вони захопили в замку скриню золота іспанського походження, що зберігалася в замку. Цю скриню клан О'Салліван передав клану Мак Карті з надією, що ці кошти будуть використані для боротьби за свободу Ірландії. Після поразки ірландців у битві під Кінсейл замок Каррігафука став притулком для ірландського ватажка Тейге Мак Карті до 1612 року.
У 1970-тих роках замок був частково відреставрований Управлінням громадських робіт Ірландії.
Кімната першого поверху освітлена маленькими вікнами бійницями. Є кам'яні гвинтові сходи, що піднімаються до рівня 4 поверху.
Недалеко від замку Каррігафука зберіглося багато пам'яток історії часів неоліту та енеоліту — мегалітичні споруди, в тому числі кромлехи.
Багато людей вважають, що замок Каррігафука є найзагадковіший і найцікавішим замком в Ірландії.